# فیروزآباد (زاوه)
فیروز آباد روستایی در دهستان ساق بخش سلیمان شهرستان زاوه استان خراسان رضوی ایران است. بر پایه سرشماری عمومی نفوس و مسکن در سال ۱۳۹۰ جمعیت این روستا ۳۷۴ نفر (در ۱۱۰ خانوار) بوده است.